# Charing Cross
Charing Cross est une intersection de six rues importantes de Londres : The Mall (passant sous l'Admiralty Arch), Whitehall, The Strand, Pall Mall, Cockspur Street, et Northumberland Avenue. 
Charing Cross est considérée comme le cœur de Londres et les distances calculées depuis Londres se font à partir de la statue équestre de Charles Ier comme le rappelle une plaque à sa base. Charing Cross fonctionne ainsi comme le point zéro au Royaume-Uni.

## Description
C'est sur le côté nord de Charing Cross que se situe Trafalgar Square. Charing Cross est également le nom donné à une importante gare ferroviaire de la capitale située à environ 200 mètres.

## Étymologie
Le nom « Charing Cross » vient d'un mot en vieil anglais, Charing, qui désignait la courbe d'un cours d'eau, et de Cross signifiant « croix ». Selon une étymologie populaire, « Charing Cross » serait une déformation du français « Chère Reine » (à l'époque des rois issus de la Maison Plantagenêt). C'est en effet l'un des douze endroits où le cercueil d'Éléonore de Castille a été déposé durant une nuit lors de la procession depuis le Lincolnshire jusqu'à son lieu de repos, à Westminster. À chacun de ces endroits, son époux le roi Édouard Ier érigea une Croix à la mémoire de sa femme, dont seulement trois ont traversé le temps. Mais cette hypothèse est démentie par le fait que le nom du lieu était déjà employé plus d’une centaine d’années auparavant.
Au départ, la croix était posée au bout de Whitehall, mais l'endroit est désormais occupé par la statue équestre du roi Charles Ier. On peut lire sur une plaque : « Sur ce site désormais occupé par la statue du roi Charles était érigée l'originale de la Croix d'Éléonore dont une réplique se trouve devant la gare de Charing Cross. » Celle qui se trouve devant la gare de Charing Cross est en effet une copie victorienne (fabriquée par l'architecte Edward Middleton Barry). L'originale n'était ni aussi grande ni aussi ouvragée que sa copie.